# Cucullia spectabilis
Cucullia spectabilis là một loài bướm đêm trong họ Noctuidae.